# Zingiber arunachalensis
Zingiber arunachalensis là một loài thực vật có hoa trong họ Gừng. Loài này được Alfred Joe, Thachat Jayakrishnan, Vadakkoot Sankaran Hareesh và Mamiyil Sabu miêu tả khoa học đầu tiên năm 2017.

## Mẫu định danh
Mẫu định danh A.Joe, T.Jayakr., Hareesh & M.Sabu - Joe A. & Hareesh V.S. 121844; thu thập ngày 30 tháng 6 năm 2015 ở cao độ 774 m, tọa độ 27°6′16″B 92°34′0″Đ / 27,10444°B 92,56667°Đ, tại Durga Mandir trên đường từ Balukpong tới Bomdilla, huyện West Kameng, bang Arunachal Pradesh, đông bắc Ấn Độ. Mẫu holotype lưu giữ tại Đại học Calicut ở Malappuram, Kerala, Ấn Độ (CALI), mẫu isotype lưu giữ tại Cục Khảo sát Thực vật Ấn Độ ở Howrah, Tây Bengal (CAL).

## Phân bố
Loài bản địa bang Arunachal Pradesh ở đông bắc Ấn Độ. Loài cây thảo có thân rễ này mọc trên đất pha sét đen trong tầng dưới tán của rừng thường xanh ở cao độ 700–800 m gần các thác nước nhỏ. Mọc gần các loài như Musa arunachalensis hay M. markkuana v.v.

## Mô tả
Thoạt nhìn, loài này rõ ràng thuộc về tổ Cryptanthium vì có cuống cụm hoa phủ phục trên mặt đất. Các nghiên cứu chi tiết cho thấy nó không khớp với bất kỳ loài nào đã biết của chi Zingiber ở Ấn Độ, do đó nó được mô tả là loài mới. Các cây của quần thể này có hình thái tương tự như Z. bipinianum và Z. mizoramense.